# Querência do Norte
Querência do Norte is een gemeente in de Braziliaanse deelstaat Paraná. De gemeente telt 12.306 inwoners (schatting 2009).